# Renault Type AM
Der Renault Type AM war ein frühes Personenkraftwagenmodell von Renault. Er wurde auch 10 CV bzw. ab 1909 10/14 CV genannt.

## Beschreibung
Die nationale Zulassungsbehörde erteilte für den Nachfolger des Renault Type AH am 1. März 1907 ihre Zulassung. Nachfolger wurde der Renault Type BK.
Ein wassergekühlter Vierzylindermotor mit 75 mm Bohrung und 120 mm Hub leistete aus 2121 cm³ Hubraum 10 bis 14 PS. Die Motorleistung wurde über eine Kardanwelle an die Hinterachse geleitet. Die Höchstgeschwindigkeit war je nach Übersetzung mit 37 km/h bis 57 km/h angegeben.
Bei einem Radstand von 272 cm und einer Spurweite von 134 cm war das Fahrzeug 381 cm lang und 161 cm breit. Das Fahrgestell wog 750 kg. Zur Wahl standen Phaeton, Doppelphaeton und Limousine. Das Fahrgestell kostete zunächst 9500 Franc und ab 1909 nur noch 9000 Franc.